# رالف بيل
رالف بيل (بالإنجليزية: Ralph Bell)‏ هو لاعب كرة قاعدة أمريكي، ولد في 6 نوفمبر 1890 في كاهوكا في الولايات المتحدة، وتوفي في 18 أكتوبر 1959 في برلنغتون في الولايات المتحدة.

## وصلات خارجية
- رالف بيل على موقعبيزبول رفرنس.كوم (الدوري الرئيسي) (الإنجليزية)
- رالف بيل على موقعبيزبول رفرنس.كوم (الدوري الثانوي) (الإنجليزية)